# Kulmske pravice
Kulmske ali Helminske pravice (nemško  Kulmer Recht, latinsko Jus Culmense vetus, poljsko Prawo chełmińskie) so bile pravna osnova vladavine v več srednjeveških srednjeevropskih mestih.
Uvedla sta jih veliki mojster Tevtonskega viteškega reda Hermann von Salza in Hermann Balk 28. decembra 1233 v meniški državi tevtonskih vitezov, ko sta mesti Thorn (Torunj) in Kulk (Helmno) prejeli mestne pravice. Kulmske pravice so se nekoliko razlikovale Magdeburških pravic. Pravice so dobile ime po mestu, v katerem je bil podpisan izvirni dokument Kulmer Handfeste, izgubljen v požaru mestne hiše med napadom pomorjanskega vojvode Svantopolka II. leta 1244. Prenovljena listina z datumom 1. oktober 1251 je temeljila na torunjskem prepisu, vendar so bile pravice okrnjene.
Kulmske  pravice je podeljeval predsem Tevtonski viteški red  mestom v svoji meniški državi, sprejela pa so jih tudi mesta drugod, predvsem v sosednji neodvisni vojvodini Mazoviji. Kulmske pravice so bile kasneje neodvisno od vitezov razširjene in bile znane kot Alter Kulm.
Mesta s Kulmskimi pravicami:
| Meniška država Prusija | Neodvisna Vojvodina Mazovija |
| --- | --- |
| - Kulm (Chełmno) - 1233 - Thorn (Toruń) - 1233 - Marienwerder (Kwidzyn) - 1233 - Memel (Klaipėda) - 1258 - Königsberg (Kaliningrad) - 1286 - Graudenz (Grudziądz) - 1291 - Deutsch Eylau (Iława) - 1305 - Soldau (Działdowo) - 1344 - Bütow (Bytów) - 1346 - Allenstein] (Olsztyn) - 1348 - Baldenburg (Biały Bór) - 1395 - Gerdauen (Zheleznodorozhny) - 1398 | - Płock - 1237 - Varšava - 1334 - Różan - 1378 - Czersk - 1386 - Ciechanów - 1400 - Łomża - 1418 - Liw - 1421 - Kolno - 1425 - Tykocin - 1425 - Przasnysz - 1427 - Mława - 1429 - Radzymin - 1475 - Niedzbórz - 1505 |